# Ochthera
Ochthera is een vliegengeslacht uit de familie van de oevervliegen (Ephydridae).

## Soorten
- O. acta Clausen, 1977
- O. anatolikos Clausen, 1977
- O. baia Cresson, 1931
- O. borealis Clausen, 1977
- O. collina Clausen, 1977
- O. cuprilineata Wheeler, 1896
- O. exsculpta Loew, 1862
- O. lauta Wheeler, 1896
- O. loreta Cresson, 1931
- O. manicata (Fabricius, 1794)
- O. mantis (De Geer, 1776)
- O. occidentalis Clausen, 1977
- O. palearctica Clausen, 1977
- O. pilosa Cresson, 1926
- O. schembrii Rondani, 1847
- O. tuberculata Loew, 1862